# Amselina emir
Amselina emir is een vlinder uit de familie dominomotten (Autostichidae). De wetenschappelijke naam is, als Eremica emir, voor het eerst geldig gepubliceerd in 1961 door Gozmany.
Deze vlinder komt voor in Europa.

## Andere combinaties
- Eremica emir Gozmany, 1961
- Eremicamima emir (Gozmany, 1961)